# Roitham (Seeon-Seebruck)

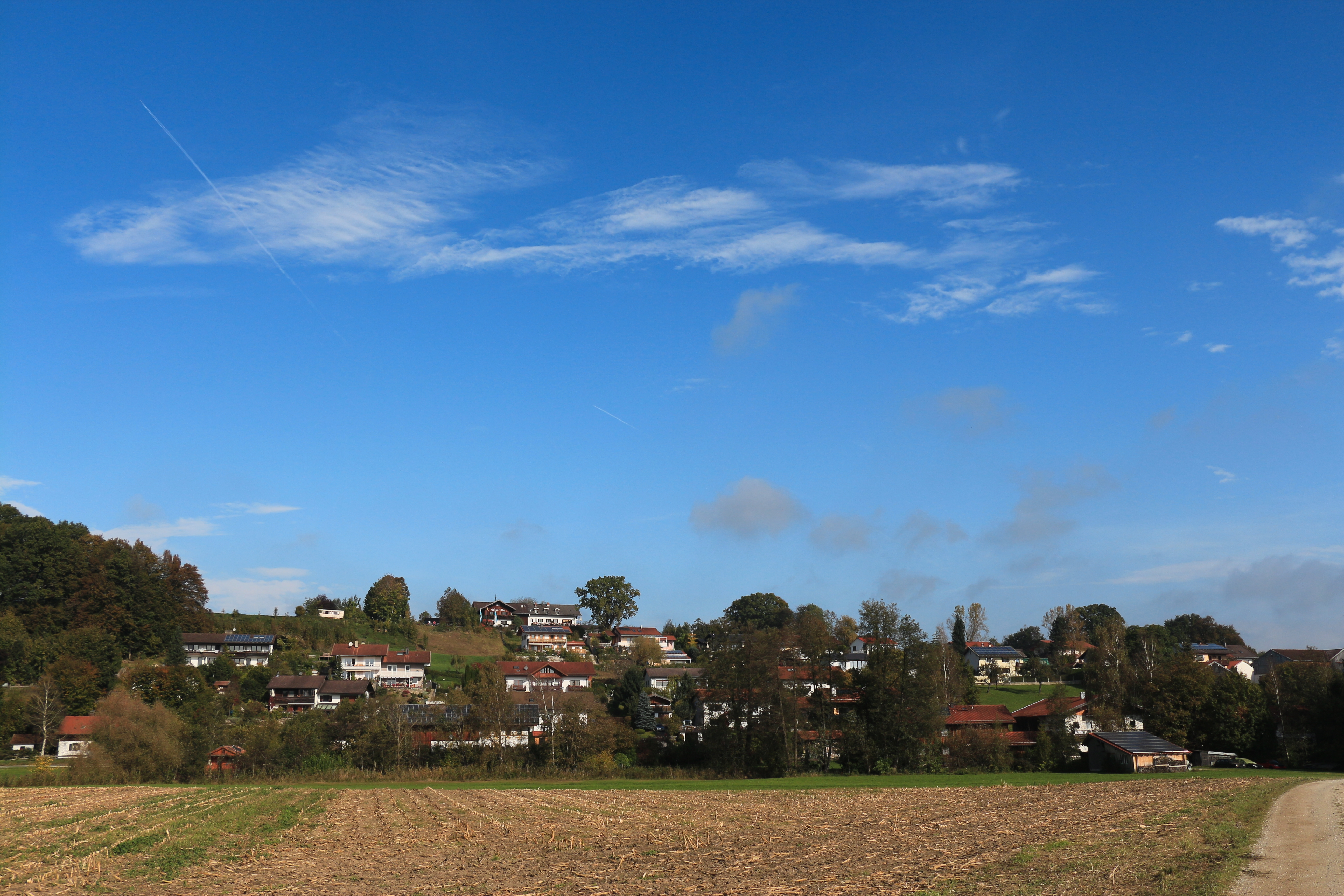
Blick auf Roitham von Süden

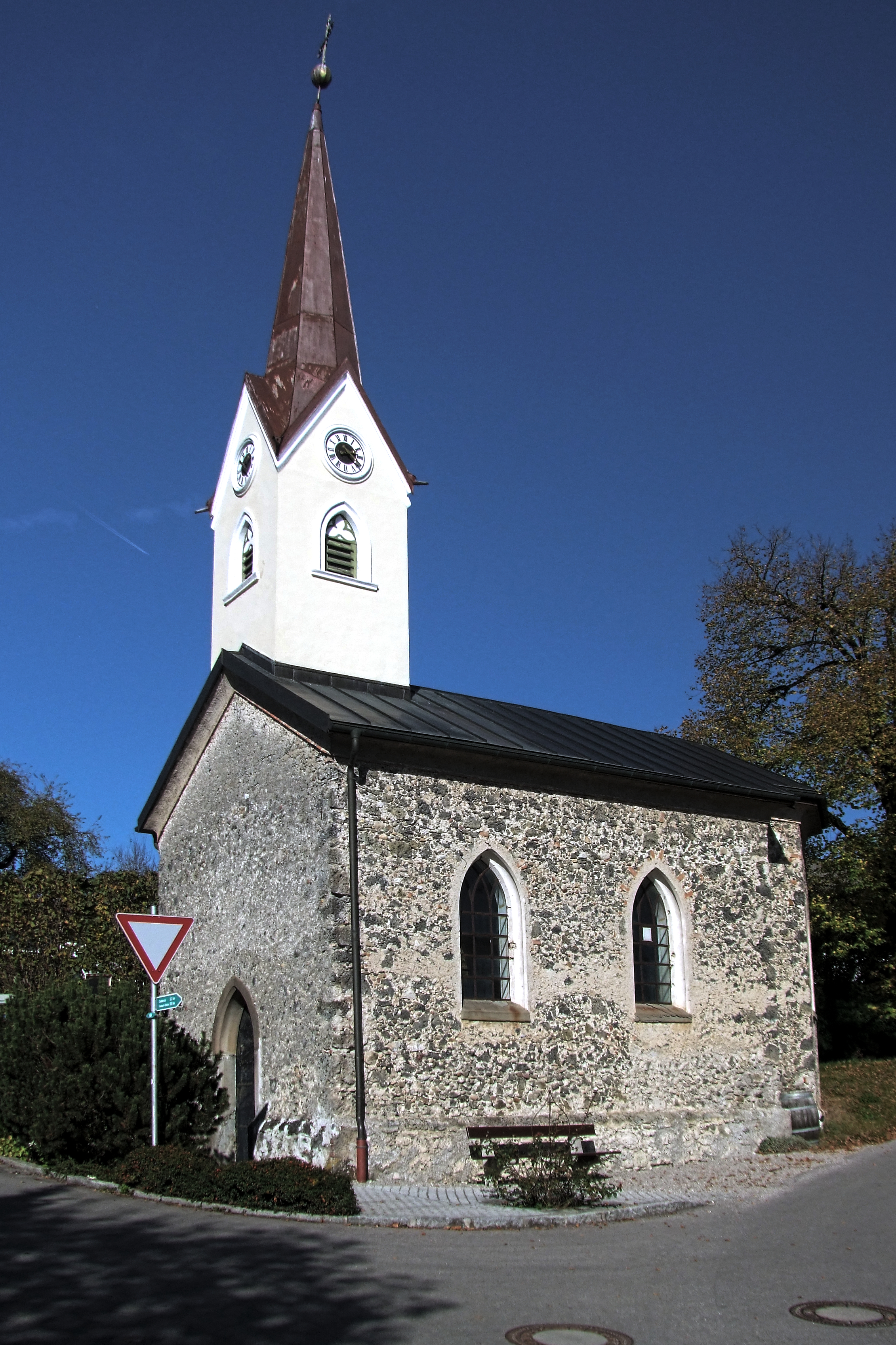
Kapelle St. Katharina, erbaut 1859

Roitham ist ein Gemeindeteil von Seeon-Seebruck im oberbayerischen Landkreis Traunstein.

## Geschichte
Das Dorf wurde erstmals im Jahr 925 erwähnt, als die Brüder Ogo und Hadamar ihr Erbe in Almau gegen Kirchengüter in Ischl und Roitham auf Lebenszeit beim Erzbischof eintauschten.

## Baudenkmäler
- Katholische Kapelle St. Katharina, erbaut 1859